# Kaufering
Kaufering er en købstad (markt) i Landkreis Landsberg am Lech, Regierungsbezirk Oberbayern i den tyske delstat Bayern. Den ligger omkring fem kilometer nord for landkreisens hovedby Landsberg am Lech.
Den opriondelige bykerne (Altkaufering) ligger på den østlige bred af floden Lech, og en større nyere bydel, Neukaufering ligger omkring 500 meter fra vestbredden ved banegården og Bundesstraße 17.

## Historie
De ældste kilder om Kaufering går tilbage til det 6. århundrede. Da trængte germanske ind i det sydlige Tyskland og grundlagde byen ved floden Lech. Den daværende Stammeældste hed formodentlig Kufo, og med endelsen -ing peger det hen mod det nutidige navns germanske oprindelse; gennem tiderne har navnet varieret, med Kiviringin, Kiviringen, Chuferingen, Kuferingen og Kufringen.
Den første skriftlige kilde om byen Kaufering stammer fra 1033, da Kloster Benediktbeuern havde ejendom i byen.
I middelalderen var området ejet af slægten Welf, hvis kendteste repræsentant var Henrik Løve. Denne lod forløbet af den bayerske Salzstraße, der var en handelsvej fra Bodensøen til München, fra Kaufering og et par kilometer længere op ad floden, så byen mistede sin betydning.
Først da der i 1872 blev bygget en jernbane til byen, kom der gang i udviklingen igen. Af tekniske grunde kunne den ikke føres til den nærliggende by Landsberg, og Kaufering fik en vigtig banegård, hvor linjerne München – Buchloe og Augsburg – Landsberg am Lech (kaldet Lechfeldbahn).

### 20. århundrede
I 1944 blev Landsberg og Kaufering ved afslutningen af 2. verdenskrig, med 14 KZ-Außenkommandos, omdannet til det største kompleks af koncentrationslejre i det tyske rige. De 11 af lejrene havde navnet "Kaufering" og et nummer. 18. juni 1944 kom den første transport med 1000 fanger fra Auschwitz til Kaufering . De skulle arbejde i en underjordisk fabrik hvor man producerede Messerschmitt Me 262. Der er registreret 28.838 jødiske fanger lejrene, hvoraf kun omkring 15.000 overlevede sult, kulde og sygdom, til de blev befriet af amerikanske tropper 27. april 1945; Af den grund fik lejrene i Kauferingsystemet tilnavnet de kolde krematorier.
Efter krigen blev der anlagt en stor flygtningelejr i området mellem banegården og den gamle bydel. Ved slutningen af 1940'erne blev det ombygget til en bydel, den nutidige Neukaufering (eller Kaufering/West).